# 彭边站
彭边站是广州地铁14号线的在建车站，位于中国广东省广州市白云区彭边路联边彭西华联路西侧、规划广州设计之都西扩区北侧。

## 车站结构
彭边站为地下三层岛式车站。车站全长161.75米，标准段宽度21.9米。车站为广州地铁首个在煤炭采空区上建设的车站，亦是中国大陆首个采用UHPC预制拼装工艺的地铁车站。

### 车站楼层
| 地下一层 | 设备层                     | 车站设备                                 |  |  |
| 地下二层 | 站厅                       | 售票機、客服中心、商店、警务室、安检设施 |  |  |
| 地下三层 | 2 站台                     | █14号线 广州火车站方向（下站：鹤龙）     |  |  |
|          | 岛式站台（卫生间、母婴室） |                                          |  |  |
|          | 1 站台                     | █14号线 东风方向（下站：嘉禾望岗）       |  |  |

### 站台
彭边站设有一个岛式站台，位于地下三层。

### 出入口
彭边站C口通道下穿了广佛肇高速公路和多条管线，是中国大陆首个采用盾构法施工的出入口通道。

## 历史
14号线二期在获批时未设有彭边站。此后，有政协委员提出增设彭边站的提案，获广州市当局采纳，并最终落实兴建。
车站于2019年1月28日开工建设。2023年5月，车站主体结构封顶，为14号线二期首座封顶车站。2025年4月，本站完成“三权”移交。